# Atletica leggera ai Giochi della XIX Olimpiade - 5000 metri piani

Video della Finale

I 5000 metri piani hanno fatto parte del programma maschile di atletica leggera ai Giochi della XIX Olimpiade. La competizione si è svolta nei giorni 15-17 ottobre 1968 allo Stadio Olimpico Universitario di Città del Messico.

## L'eccellenza mondiale
| Campione olimpico 1964 | 13'48"8      | Bob Schul     | 6° ai Trials |
| Campione europeo 1966  | 13'42"8      | Michel Jazy   | Ritir. 1966  |
| Primatista mondiale    | 13'16"6 1966 | Ronald Clarke | Presente     |
| Primatista stagionale  | 13'27"8      | Ronald Clarke | Presente     |

## Risultati

### Turni eliminatori
| 3 Batterie | 15 ottobre | 39 iscritti    | Si qualificano i primi 5 |
| Finale     | 17 ottobre | 15 concorrenti |                          |

### Batterie
| Pos. | Atleta               | Nazione            | Tempo ufficiale | Tempo elettrico | Nota |
| ---- | -------------------- | ------------------ | --------------- | --------------- | ---- |
| 1    | Kipchoge Keino       | Kenya              | 14'28"4         | 14'28"40        | Q    |
| 2    | Mohamed Gammoudi     | Tunisia            | 14'29"0         | 14'29"06        | Q    |
| 3    | Mamo Wolde           | Etiopia            | 14'29"8         | 14'29"85        | Q    |
| 4    | Bob Finlay           | Canada             | 14'31"8         | 14'31"81        | Q    |
| 5    | Emiel Puttemans      | Belgio             | 14'34"6         | 14'34"58        | Q    |
| 6    | Bernd Dießner        | Germania Est       | 14'41"0         | 14'41"03        |      |
| 7    | Rashid Sharafetdinov | Unione Sovietica   | 14'44,0         | 14'44"41        |      |
| 8    | Dick Taylor          | Gran Bretagna      | 14'46"6         | 14'46"52        |      |
| 9    | Keisuke Sawaki       | Giappone           | 15'00"8         | 15'00"86        |      |
| 10   | György Kiss          | Ungheria           | 15'13"0         | 15'13"07        |      |
| 11   | Lou Scott            | Stati Uniti        | 15'13"6         | 15'13"69        |      |
| 12   | Esau Adenji          | Camerun            | 15'46"2         | 15'46"21        |      |
| 13   | Gabriel M'Boa        | Rep. Centrafricana | 17'33"0         | 17'32"95        |      |
| 14   | Juan Valladares      | Honduras           | 18'21"6         | 18'21"52        |      |

| Pos. | Atleta               | Nazione          | Tempo ufficiale | Tempo elettrico | Nota |
| ---- | -------------------- | ---------------- | --------------- | --------------- | ---- |
| 1    | Naftali Temu         | Kenya            | 14'20"4         | 14'20"38        | Q    |
| 2    | Ron Clarke           | Australia        | 14'20"8         | 14'20"78        | Q    |
| 3    | Wohib Masresha       | Etiopia          | 14'27"0         | 14'26"99        | Q    |
| 4    | Jack Bacheler        | Stati Uniti      | 14'31"0         | 14'31"00        | Q    |
| 5    | Nikolay Sviridov     | Unione Sovietica | 14'38,8         | 14'38"70        | Q    |
| 6    | Ahmed Zammel         | Tunisia          | 14'54"0         | 14'54"02        |      |
| 7    | Alan Blinston        | Gran Bretagna    | 15'06"2         | 15'06"28        |      |
| 8    | Werner Schneiter     | Svizzera         | 15'08"2         | 15'08"24        |      |
| 9    | Mustafa Musa         | Uganda           | 15'10"2         | 15'10"24        |      |
| 10   | Edward Stawiarz      | Polonia          | 15'13"8         | 15'13"87        |      |
| 11   | Werner Girke         | Germania Ovest   | 15'20"8         | 15'20"85        |      |
| 12   | Rafael Pérez         | Costa Rica       | 15'41"4         | 15'41"37        |      |
| 13   | Benjamin Silva-Netto | Filippine        | 17'10"2         | 17'10"15        |      |
| 14   | Clovis Morales       | Honduras         | 18'40"2         | 18'40"13        |      |

| Pos. | Atleta               | Nazione          | Tempo ufficiale | Tempo elettrico | Nota |
| ---- | -------------------- | ---------------- | --------------- | --------------- | ---- |
| 1    | Jean Wadoux          | Francia          | 14'19"8         | 14'19"80        | Q    |
| 2    | Juan Maximo Martínez | Messico          | 14'20"0         | 14'20"06        | Q    |
| 3    | Harald Norpoth       | Germania Ovest   | 14'20"6         | 14'20"59        | Q    |
| 4    | Rex Maddaford        | Nuova Zelanda    | 14'20"8         | 14'20"82        | Q    |
| 5    | Fikru Deguefu        | Etiopia          | 14'21"6         | 14'21"66        | Q    |
| 6    | Bob Day              | Stati Uniti      | 14'23"2         | 14'23"23        |      |
| 7    | Leonid Mykytenko     | Unione Sovietica | 14'44"0         | 14'44"35        |      |
| 8    | Alan Rushmer         | Gran Bretagna    | 15'05"2         | 15'05"17        |      |
| 9    | Julio Quevedo        | Guatemala        | 15'23"0         | 15'23"03        |      |
| -    | Dave Ellis           | Canada           |                 |                 | Rit. |
| -    | Roland Brehmer       | Polonia          |                 |                 | Rit. |

### Finale
Gara difficilissima per i fondisti europei e nordamericani, che mal si adattano all'altitudine. Il primatista mondiale Ronald Clarke, deluso dai 10.000 (6°), prova a dettare il ritmo. Quando mancano mille metri comincia ad accusare la fatica. Viene passato dal tunisino Gammoudi e dai kenioti Keino e Temu, che conducono la gara fino alla fine. All'ultimo giro Gammoudi alza il ritmo; Keino lancia l'attacco sulla retta finale: i due ingaggiano uno sprint serrato, con il tunisino che vince di stretta misura. Clarke arriva quinto, staccato di 7 secondi.
| Pos.    | Atleta               | Età | Nazione          | Tempo ufficiale | Tempo elettrico | Nota |
| ------- | -------------------- | --- | ---------------- | --------------- | --------------- | ---- |
| Oro     | Mohamed Gammoudi     | 30  | Tunisia          | 14'05"0         | 14'05"01        |      |
| Argento | Kipchoge Keino       | 28  | Kenya            | 14'05"2         | 14'05"16        |      |
| Bronzo  | Naftali Temu         | 23  | Kenya            | 14'06"4         | 14'06"41        |      |
| 4       | Juan Maximo Martínez | 21  | Messico          | 14'10"8         | 14'10"76        |      |
| 5       | Ron Clarke           | 31  | Australia        | 14'12"4         | 14'12"45        |      |
| 6       | Wohib Masresha       | 22  | Etiopia          | 14'17"6         | 14'17"70        |      |
| 7       | Nikolay Sviridov     | 30  | Unione Sovietica | 14'18"4         | 14'18"40        |      |
| 8       | Fikru Deguefu        | 31  | Etiopia          | 14'19"0         | 14'18"98        |      |
| 9       | Jean Wadoux          | 26  | Francia          | 14'20"8         | 14'20"73        |      |
| 10      | Rex Maddaford        | 21  | Nuova Zelanda    | 14'39"8         | 14'39"72        |      |
| 11      | Bob Finlay           | 25  | Canada           | 14'45"0         | 14'44"92        |      |
| 12      | Emiel Puttemans      | 21  | Belgio           | 14'59"6         | 14'59"56        |      |
| -       | Harald Norpoth       | 26  | Germania Ovest   |                 |                 | Rit. |
| -       | Mamo Wolde           | 36  | Etiopia          |                 |                 | NP   |
| -       | Jack Bacheler        | 24  | Stati Uniti      |                 |                 | NP   |